# 喻以恕
喻以恕（？—1646年），字心如，號中行，九江府彭澤縣人，明朝、南明政治人物。

## 生平
喻以恕是崇禎六年（1633年）的舉人，次年（1634年）成進士，獲授營繕主事，管理太倉倉庫，清查帳目後將盈餘皆登記，一點也沒有私吞。他個性孤僻，遭嫉妒者陷害，貶任處州推官，他卻安然赴任，在當地保持操守，平反多件冤案；家中貧窮沒有產業，然而志節依舊不減。
弘光、隆武年間喻以恕改任刑部浙江司主事，歷任員外郎、郎中，與王命璿共事；福京失陷後齎志去世，有《硯畬草槿園集》、《四書詠明詩》等作品。

## 家族
曾祖喻璟，冠带乡宾；祖喻廷髦，乡宾；父喻逹道，增生。

## 引用
1. 1 2  錢海岳《南明史·卷四十三·列傳第十九》：喻以恕，字心如，彭澤人。崇禎七年進士。授營繕主事，管太倉庫，清釐出納，餘羨皆記籍，纖毫不自潤。性孤少合，為忌者所中，謫處州推官，恬然之任，益勵冰操，治城旦書，多平反。家貧無寸產，而居官一節。
2. ↑  乾隆《彭澤縣志·卷二·選舉表》：崇禎六年癸酉（舉人）……喻以恕 見進士
3. ↑  《崇祯七年甲戌科进士履历便览》：喻以恕，曾祖璟，冠带乡宾；祖廷髦，乡宾；父逹道，增生。中行，字心如，易四房，癸卯年八月二十九日生，九江府彭泽县人，癸酉九十六，会二百十名，三甲二百三十九名，吏部观政，庚辰授工部屯田司主事，辛巳京察，辛巳降福建布政司炤磨，壬午升处州府推官。
4. ↑  乾隆《彭澤縣志··卷九·列傳 邦賢》：喻以恕，字心如，崇禎進士。初任工部主事，管太倉庫，清釐出納，餘羨皆記籍，纖毫不以自潤。性寡合，為忌者所中，左遷浙江處州府司李，恬然赴任，益勵氷操，治城旦書，輒多所平反。少貧，家無寸產，居官始終一節。
5. ↑  錢海岳《南明史·卷四十三·列傳第十九》：（同王命璿）時邢部司官：……自刑部浙江司主事歷員外郎、郎中。
6. ↑  乾隆《彭澤縣志·卷九·列傳 邦賢》：乙酉轉秋官郎中，更大故，旋里未一載，賚志以終。著有《硯畬草槿園集》、《四書詠明詩》，起《古學彙》，存諸書。 通志